# Joseph Wright of Derby
Joseph Wright (3. září 1734, Derby, Anglie – 28. srpna 1797, tamtéž) byl anglický malíř období romanismu a osvícenství. Je označován za „prvního profesionálního malíře, který zachytil atmosféru průmyslové revoluce“.
Wrightovu tvorbu formovaly zájmy o soudobé dění ve vědě a technice, v rovině technických prostředků malby zájem o možnosti využívání šerosvitu, tedy zdůrazňování kontrastu mezi světlým a tmavým. Často kreslil objekty osvícené svíčkou. Na svých obrazech zachytil přerod alchymie ve vědu v anglickém prostředí. Mnoho z jeho obrazů se zakládá na schůzkách Lunar Society, skupiny vědců a průmyslníků žijících v regionu, kde tehdy osvícenská věda sváděla kompetenční boje s náboženstvím.
Mnoho z Wrightovým obrazů je dnes v majetku města Derby a je vystaveno k volnému prohlížení v Derbském muzeu a galerii, odkud jsou ovšem díla občas zapůjčována jiným galeriím.

## Život

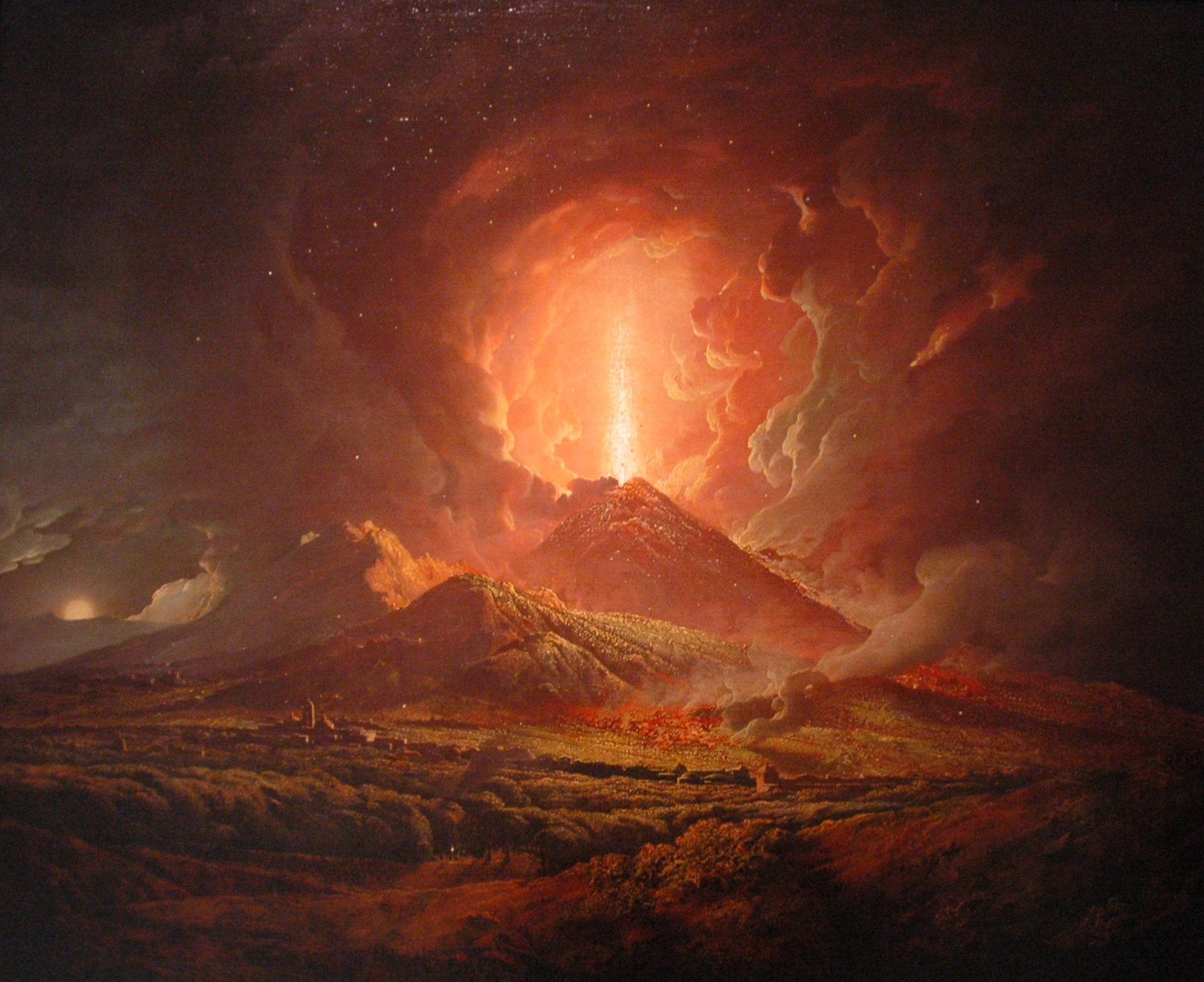
Soptící Vesuv z Portici

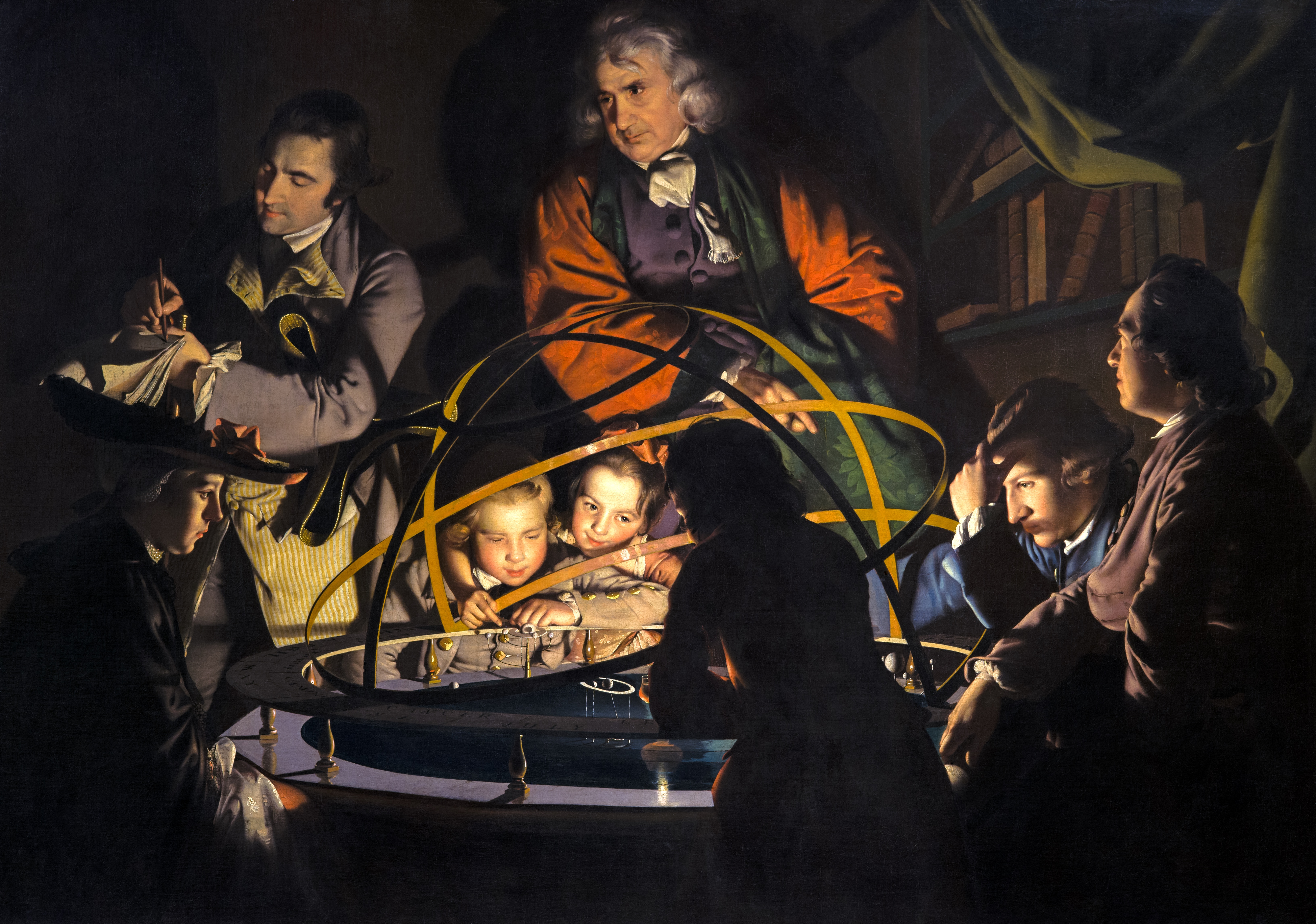
Filosof předvádí tellurium, 1766

Joseph Wright se narodil v Irongate v Derby jako syn Johna Wrighta (1697–1767), právníka a později městského úředníka, a Hannah Brookesové (1700–1764); byl třetím z pěti dětí. Byl vzděláván nejprve v místní základní škole a ve stejné době se také jako samouk naučil malovat kopírováním tisků. Rozhodl se stát malířem, a proto v roce 1751 odešel do Londýna, kde dva roky studoval jako žák Thomase Hudsona. Pak se vrátil do Derby a živil se malováním portrétů. K Hudsonovi se ještě na patnáct měsíců vrátil jako jeho asistent. V letech 1768 až 1771 žil v Liverpoolu, opět jako malíř portrétů.
Dne 28. července 1773 si vzal za manželku Annu Swiftovou, dceru těžaře olova, a na konci roku odjel do Itálie, kde zůstal až do roku 1775. S manželkou měl celkem šest dětí, ale dospělosti se dožily jen tři. Při pobytu v Neapoli Wright pozoroval výbuch Vesuvu a zhlédnutý motiv poté použil v řadě svých děl. Po cestě z Itálie se zastavil jako malíř portrétů v Bathu, ale posléze se vrátil do Derby, kde strávil zbytek života. Zemřel 29. srpna 1797.

## Dílo

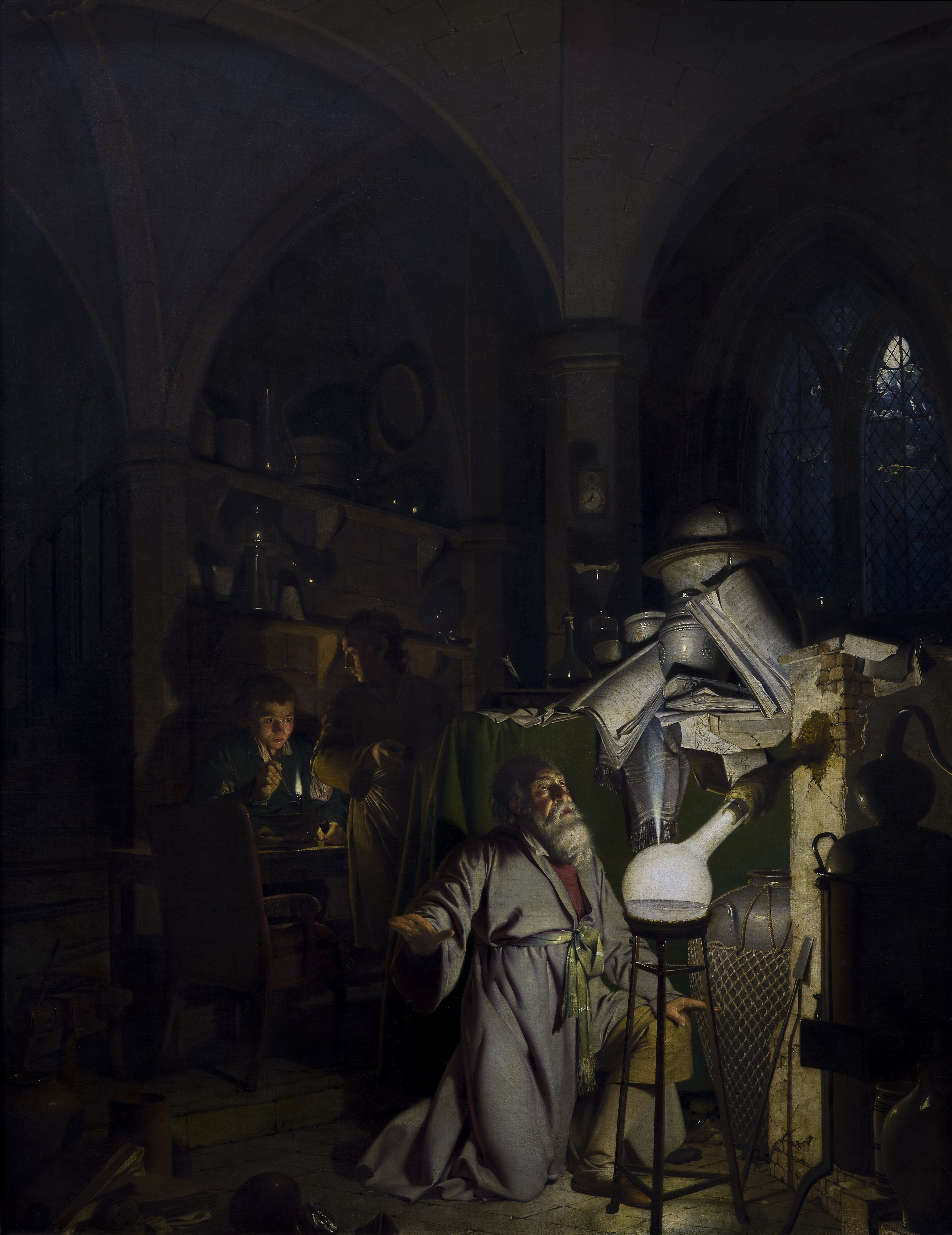
Alchymista hledající Kámen mudrců, 1771

Věnoval se žánrů portrétu, figurální kompozice a krajinomalbě. Mezi jeho nejlepší díla bývají řazeny portréty, autoportréty a figurální žánrové obrazy se světlem svíček, například Filosof předvádí tellurium (A Philosopher Lecturing on the Orrery) z roku 1766, Tři pánové pozorují 'Gladiátora' (Three Gentleman observing the 'Gladiator') z roku 1765 (obojí dnes v Derbském muzeu a umělecké galerii) a Experiment na ptáku ve vzdušné pumpě (An Experiment on a Bird in the Air Pump) z roku 1768 (dnes v Národní galerii v Londýně).
Předlohou pro Filosofa předvádějícího tellurium byl pravděpodobně skotský vědec James Ferguson (1710–1776), který měl v červenci roku 1762 v Derby řadu přednášek založených na své knize Přednášky na vybraná témata mechaniky, hydrostatiky, pneumatiky, optiky atd. (Lectures on Select Subject in Mechanics, Hydrostatics, Pneumatics, Optics &c., 1760). V rámci přednášek osvětloval svůj výklad pomocí různých přístrojů a modelů a je možné, že Wright tyto přednášky navštívil. Navíc jeho soused, John Whitehurst, který byl hodinářem a vědcem, mohl Wrightovi mnohé o mechanických modelech sluneční soustavy objasnit.
Jiný moment soudobé vědy je zřejmě zachycen na obraze Alchymista hledající Kámen mudrců (The Alchemist in Search of the Philosopher's Stone) z roku 1771. Tento obraz pravděpodobně zachycuje objev fosforu německým alchymistou Hennigem Brandem v roce 1669. Láhev, v níž je vyvařováno značné množství moči, začne osvětlovat okolí, protože fosfor obsažený v moči se vznítil.
Dnes je obrazu přisuzován metaforický přesah, neboť modlitební póza alchymisty v okamžiku objevu je příznačná pro dobu osvícenství. Podobně u obrazu Experiment na ptáku ve vzdušné pumpě můžeme interpretovat ve výrazech tváří určité obavy o etičnosti pokusů v éře vědy.
Joseph Wright z Derby byl také krajinář. Proslavily se tři verze neapolské krajiny s antickými ruinami nazvané Vergiliova hrobka, Pohled na Vesuv z Portici nebo například dvojice obrazů Dovedale v měsíčním světle (Dovedale by Moonlight) a Dovedale v slunečním světle (Dovedale by Sunlight) z let 1784–1785.

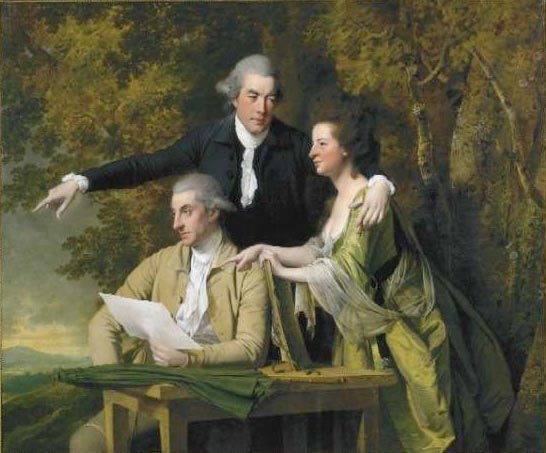
D'Ewes, Hannah a Daniel Cokeovi